# Blandina (Jolle)
Die Blandina ist eine Jolle.

## Geschichte
Die Blandina wurde von ca. 1965 bis 1975 gebaut und ist bis heute ein beliebtes, wenn auch inzwischen seltenes, Freizeitsegelboot. Ursprünglich wurde sie von der Firma Frenzel (Aulendorf) gebaut. Von ca. 1975 bis 1980 wurde sie von der Firma Ski-Bo (Saulgau) als Achat-Jolle vertrieben.

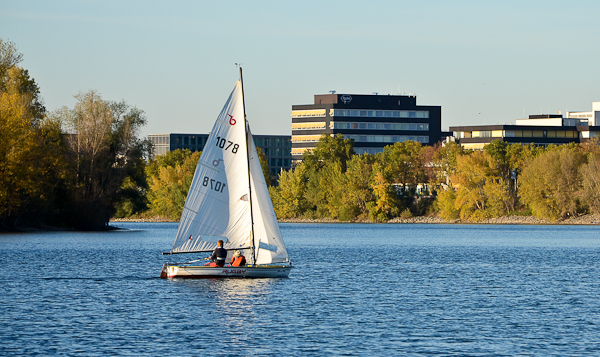
Blandina Segeljolle

## Rumpf
Der Rumpf besteht aus GFK. Im Bugbereich befindet sich ein Stauraum. Die Blandina besitzt ein Schwert zur Stabilisierung. Ursprünglich ist dieses aus Schiffstahl (Ballastschwert), in späteren Versionen aus GFK.

## Rigg, Segel
Das Rigg besteht aus Aluminium. Der Mast wird durch Stahlwanten und Vorstag stabilisiert. Eine Trapezvorrichtung für den Vorschoter ist ebenfalls möglich, ist aber serienmäßig nicht montiert. Die Jolle hat neben einem Großsegel eine Fock oder eine Genua.

## Segeln
Gut segelbar von 1 bis 5 Bft.

## Regatta und Wettfahrten
Die Blandina besitzt keine Yardstickzahl und ist aufgrund ihrer Seltenheit kaum bei Regatten anzutreffen.
Laut DSV-Yardsticktabelle 2008 hat die Achat-Jolle die Zahl 121.